# Dubrownoje (rejon jarkowski)
Dubrownoje (ros. Дубровное) – wieś (sieło) w Rosji, w obwodzie tiumeńskim, w rejonie jarkowskim. W 2021 liczyła 604 mieszkańców.